# Afrosphinx
Afrosphinx este un gen de molii din familia Sphingidae. Conține o singură specie, Afrosphinx amabilis, care este întâlnită în Zambia și Republica Democrată Congo. 